# Rio do Ouro (vattendrag i Brasilien, Goiás)
Rio do Ouro är ett vattendrag i Brasilien.   Det ligger i delstaten Goiás, i den centrala delen av landet, 300 km norr om huvudstaden Brasília.
Omgivningarna runt Rio do Ouro är huvudsakligen savann. Runt Rio do Ouro är det mycket glesbefolkat, med 3 invånare per kvadratkilometer.